# مونتيلو (إيطاليا)
مونتيلو (باللهجة البيرغاموسكية: Montèl) هي بلدية تقع في مقاطعة بيرغامو في منطقة لومبارديا في إيطاليا، وتبعد حوالي 50 كيلومترًا شمال شرق ميلانو و11 كيلومترًا جنوب شرق بيرغامو. في 31 ديسمبر 2004، بلغ عدد سكانها 2,668 نسمة، ومساحتها 1.7 كيلومتر مربع.
تحد مونتيلو البلديات التالية: ألبانو سانت أليساندرو، بانياتيكا، كوستا دي ميزاتي، غورلاغو، سان باولو دارغون.